# 왕립 회화 조각 아카데미
왕립 회화 조각 아카데미(프랑스어: Académie royale de peinture et de sculpture)는 1648년 파리에 설립돼 회화와 조각을 규제하고 가르쳤던 프랑스의 옛 국가 기관이다. 앙시앵 레짐 후반기 프랑스 최고의 예술 기관이었으나, 1793년 프랑스 혁명으로 인해 폐지되었다. 왕립 회화 조각 아카데미에는 저명한 화가와 조각가들이 많았으며, 교육과 전시회를 거의 전면적으로 통제하고, 회원들에게 왕립 위원회에 대한 우선권을 부여했다.